# Nothocasis nigrofasciata
Nothocasis nigrofasciata là một loài bướm đêm trong họ Geometridae.